# Hysteropterum pallidum
Hysteropterum pallidum är en insektsart som beskrevs av Melichar 1906. Hysteropterum pallidum ingår i släktet Hysteropterum och familjen sköldstritar. Inga underarter finns listade i Catalogue of Life.